# Charles Faroux

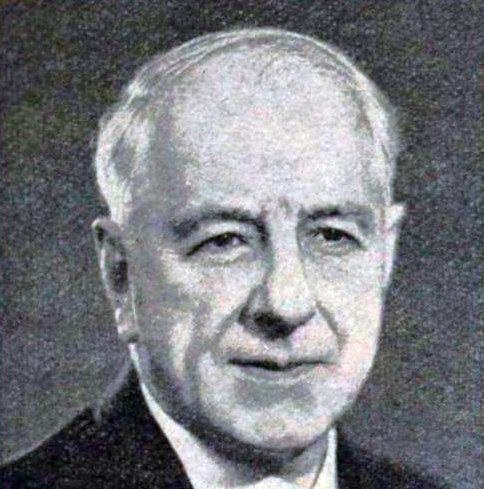
Charles Faroux 1939

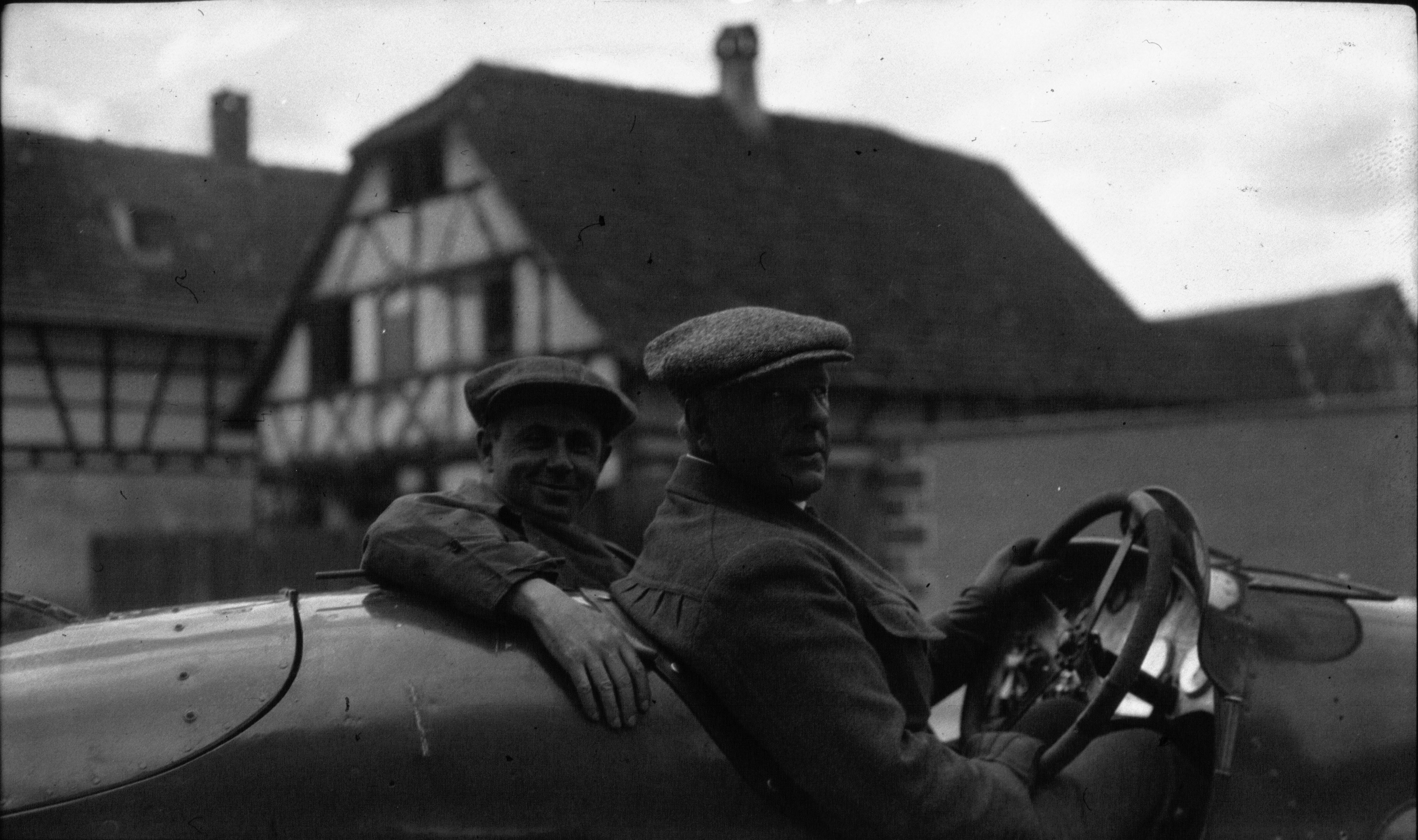
Charles Faroux beim Großen Preis von Frankreich 1922

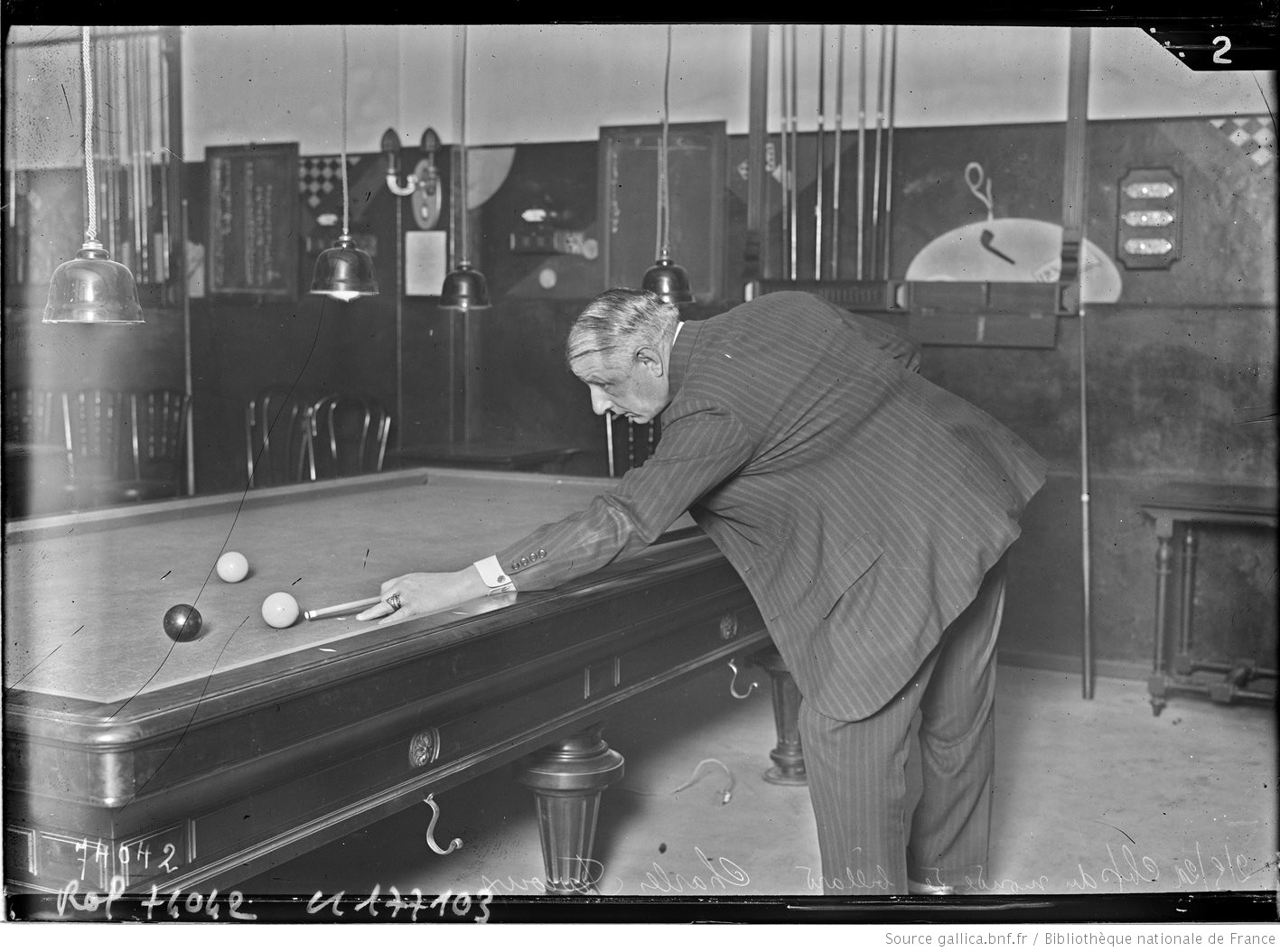
Faroux bei der Cadre-WM 1922 in Paris

Charles Faroux (* 29. Dezember 1872 in Amiens; † 9. Februar 1957 in Neuilly-sur-Seine) war ein französischer Motorsport- und Billardfunktionär, Renndirektor der 24 Stunden von Le Mans von 1923 bis 1956 und dreifacher Weltmeister im Cadre.

## Leben und Wirken
Charles Faroux kam als Sohn eines Schafhändlers zur Welt und verbrachte bis zu seinem 28sten Lebensjahr viel Zeit auf Reisen. Er besuchte die Vereinigten Staaten von Amerika und war mehrere Monate in Alaska. Dort kam er auch erstmals mit dem Journalismus in Berührung und nach seiner Rückkehr nach Frankreich 1900, begann er als Journalist für die Automobilzeitschrift L’Auto zu arbeiten. Der ausgebildete Maschineningenieur begann sich auch für den Automobilbau und den Motorsport zu interessieren. Auch als Rennfahrer war er aktiv. So beteiligte er sich 1908 an der Coppa Florio, schied mit einem Defekt an seinem Motobloc jedoch vorzeitig aus. Er steig zum Doyen der französischen Motorsportjournalisten auf, als 1914 der Erste Weltkrieg ausbrach. Faroux diente in der Französischen Armee und kämpfte bei der Schlacht um Verdun. Das Ende des Krieges erlebte er als Techniker bei der Société Française Hispano-Suiza, wo er für die Lieferung von Flugmotoren zuständig war.

### Rennsport
International bekannt wurde Faroux durch das 24-Stunden-Rennen von Le Mans, das er 1923 gemeinsam mit Georges Durand und Emile Coquille ins Leben rief. Durand und Faroux erarbeiteten das technische Reglement, dass bisher viele Male überarbeitet wurde. Mehr als drei Jahrzehnte war als Renndirektor oft die letzte und viele Male auch die einzige Instanz, wenn es um die Entscheidung ging, welches Team beim Rennen an den Start gehen durfte. Zwischen 1929 und 1955 war er auch Starter beim Großen Preis von Monaco.

### Billardsport
Faroux gehörte in den 1900–1920er-Jahren zu den besten französischen Karambolagespielern. 1905 nahm er erstmals an der Weltmeisterschaft im Cadre-45/2 teil, brach diese jedoch aus unbekannten Gründen bereits nach einer gewonnenen Partie gegen den Belgier Jean van Suppen ab. 1907 wurde auf Anhieb Zweiter und konnte dies 1910 wiederholen. 1912 und 1919 gewann er in dieser Disziplin den Weltmeistertitel. Da sich sein Motorsportinteresse des Öfteren mit dem Billard überschnitt und es zu Terminüberschneidungen kam, so sagte er im April 1926 die Weltmeisterschaft zu Gunsten der Targa Florio ab, spielte er 1927 seine letzten Weltmeisterschaften. Im März gewann er bei der Cadre-45/2-WM die Silbermedaille und beendete im Juni seine Billardkarriere mit dem Weltmeistertitel im Cadre-45/1. Danach widmete er sich nur noch dem Motorsport.
Wie zu der Zeit üblich, hatten Spieler oft noch einen Posten bei Verbänden inne. Faroux war Anfang der 1930er-Jahre Präsident des Amateur-Weltverbandes Union Internationale des Fédérations des Amateurs de Billard (UIFAB) und von 1928 bis 1956 Präsident der Fédération Française de Billard (FFB).

### Sonstiges
Faroux wurde 1953 Chevalier de la Legion d’Honneur. Er verstarb im Februar 1957.

## Erfolge
- Cadre-45/2-Weltmeisterschaft:  1912, 1919  1907, 1910, 1921, 1922, 1923, 1927  1914, 1920
- Cadre-45/1-Weltmeisterschaft:  1927
- Cadre-45/2-Europameisterschaft:  1926[1][3]